# Ce diable d'homme
Ce diable d'homme, parfois intitulée Voltaire, ce diable d'homme, est une mini-série française en six parties de 52 minutes réalisée par Marcel Camus, écrite par Claude Brulé, et diffusée entre le 4 mai et le 8 juin 1978 sur TF1.
Au Québec, elle est diffusée à partir du 5 février 1979 à la Télévision de Radio-Canada, et en Suisse sur TSR1.

## Synopsis
La vie trépidante de Voltaire.

## Fiche technique
- Réalisateur : Marcel Camus
- Adaptation et dialogues : Claude Brulé
- Musique : Jacques Loussier
- Décors : Jacques Dugied
- Photographie : Pierre Petit
- Pays d'origine :  France
- Langue originale : français
- Date de première diffusion : 4 mai 1978

## Distribution
- Denis Manuel : Voltaire jeune
- Claude Dauphin : Voltaire âgé
- Martine Sarcey : Émilie
- Roger Carel : Keyserling
- André Valardy : Frédéric II
- Georges Descrières : Richelieu
- Nicole Garcia : Adrienne Lecouvreur
- Gérard Caillaud : Beaumarchais
- Geneviève Grad : « La Pompadour »
- Béatrice Agenin : « Belle et Bonne »
- Bernard Lavalette : Du Châtelet
- Marie-Christine Demarest : Mme Denis
- Guy Michel : Wagnière
- Jean Turlier : Tronchin
- Henri Villerouge : Audibert
- Jean Mourat : Jean-Jacques Rousseau
- William Coryn : Pierre Calas
- Jeanne Colletin : Mme de Saint-Pierre
- Michel Herbault : Forcalquier
- Philippe Mercier : Villette
- Pierre Risch : Franklin
- Bernard Spiegel : le curé de Moëns
- Salvino di Petra : Collini
- Roland Monk : Thiériot
- Georges Zezzos : Houdon
- Jean-Claude Houdinière : Louis XV
- Igor Tyczka : Rohan
- Alix Mahieux : Ninon de Lenclos
- Claude Evrard : La Mettrie
- Robert Benoît : Saint-Lambert
- Jean-Pierre Lugan : Louis XVI
- Maurice Audran : un diplomate
- Guy Grosso : un recruteur
- Gabriel Gobin : un deuxième recruteur
- Clément Michu : l'ouvrier et le moine
- Jean-Paul Moulinot : M. Arouet (épisode 1)

## Épisodes
1. Le Scandale et le Bâton
2. Contrebandier de la liberté
3. Émilie contre Frédéric
4. Les Orages de Prusse
5. Le Supplicié de Toulouse
6. Mourir à Paris